# Linea Chizu Express
La linea Chizu Express (智頭急行智頭線?, Chizu kyūkō Chizu-sen) è una ferrovia regionale a scartamento ridotto situata fra le cittadine di Kamigōri, nella prefettura di Hyōgo e di Chizu, nella prefettura di Tottori. Sulla linea vengono effettuati servizi passeggeri sia locali che intercity, in particolare di collegamento fra la prefettura di Tottori e l'area del Keihanshin utilizzando le linee JR West al di fuori del percorso della linea Chizu Express.

## Caratteristiche
La linea è costituita da 14 stazioni lungo un percorso a binario unico non elettrificato. Tutte le stazioni si trovano nella città di Kurashiki, nella prefettura di Okayama.
- Percorso: 56,1 km
- Scartamento: 1.067 mm
- Numero di stazioni: 14, posti movimento esclusi
- Numero di binari: tutta la linea è a binario singolo
- Elettrificazione: assente
- Sistema di blocco: automatico
- Sistema di sicurezza: ATS-P
- Massima velocità consentita: 130 km/h (espressi limitati), 110 km/h (treni regionali)
- Tunnel principale: tunnel di Shitosaka (5.592 m)
- Raggio minimo di curvatura: 260 m
- Pendenza massima: 26‰

## Traffico
Sulla linea vengono effettuati sia servizi locali, divisi nelle relazioni Kamigōri - Ōhara (9 treni al giorno) e Ōhara - Chizu (7-8 treni al giorno). Un solo treno raggiunge la stazione di Tottori.
Per quanto riguarda gli espressi limitati, sono presenti due livelli di servizio:
- Super Hakuto (スーパーはくと): Kyoto - Osaka - Himeji - Tottori - Kurayoshi
- Super Inaba (スーパーいなば): Okayama - Tottori

## Stazioni
- ●: il treno ferma; ｜: il treno passa
- I treni locali fermano in tutte le stazioni
- Incrocio treni: ∨,◇: possibile; ｜:non possibile
- EL: Espresso limitato

| Stazione          | Giapponese   | Distanza interst. | Distanza totale | E L | Collegamenti            | Incrocio | Posizione               | Posizione |
| ----------------- | ------------ | ----------------- | --------------- | --- | ----------------------- | -------- | ----------------------- | --------- |
| Kamigōri          | 上郡         | -                 | 0,0             | ●   | Linea principale San'yō | ∨        | Kamigōri Akō            | Hyōgo     |
| Semaforo di Iwaki | 岩木信号場   | -                 | (3,8)           | ｜  |                         | ◇        | Kamigōri Akō            | Hyōgo     |
| Kokenawa          | 苔縄         | 4,8               | 4,8             | ｜  |                         | ｜       | Kamigōri Akō            | Hyōgo     |
| Kounohara-Enshin  | 河野原円心   | 2,6               | 7,4             | ｜  |                         | ◇        | Kamigōri Akō            | Hyōgo     |
| Hisasaki          | 久崎         | 4,8               | 12,2            | ｜  |                         | ◇        | Sayo                    | Hyōgo     |
| Sayo              | 佐用         | 5,0               | 17,2            | ●   | Linea Kishin            | ◇        | Sayo                    | Hyōgo     |
| Hirafuku          | 平福         | 5,3               | 22,5            | ｜  |                         | ◇        | Sayo                    | Hyōgo     |
| Ishii             | 石井         | 4,6               | 27,1            | ｜  |                         | ｜       | Sayo                    | Hyōgo     |
| Miyamoto-Musashi  | 宮本武蔵     | 3,5               | 30,6            | ｜  |                         | ｜       | Mimasaka                | Okayama   |
| Ōhara             | 大原         | 2,6               | 33,2            | ●   |                         | ◇        | Mimasaka                | Okayama   |
| Nishi-Awakura     | 西粟倉       | 4.2               | 37.4            | ｜  |                         | ｜       | Nishiawakura Aida       | Okayama   |
| Awakura-Onsen     | あわくら温泉 | 3,2               | 40,6            | ｜  |                         | ◇        | Nishiawakura Aida       | Okayama   |
| Yamasato          | 山郷         | 6,6               | 47,2            | ｜  |                         | ｜       | Chizu distretto di Yazu | Tottori   |
| Koi-Yamagata      | 恋山形       | 2,8               | 50,0            | ｜  |                         | ◇        | Chizu distretto di Yazu | Tottori   |
| Chizu             | 智頭         | 6,1               | 56,1            | ●   | Linea Inbi              | ◇        | Chizu distretto di Yazu | Tottori   |